# Lista de consulados em Belo Horizonte
Esta é uma lista de consulados na cidade de Belo Horizonte (Minas Gerais), incluindo os honorários e gerais.
- Alemanha
- Argentina
- Áustria
- Bélgica
- Bulgária
- Canadá
- Chile
- Dinamarca
- Eslováquia
- Espanha
- Finlândia
- França
- Guatemala
- Hungria
- Índia
- Indonésia
- Israel
- Itália
- Japão
- Malásia
- Marrocos
- Moçambique
- Países Baixos
- Polónia
- Portugal
- Reino Unido
- Roménia
- Rússia
- Síria
- Suíça
- Trinidad e Tobago
- Turquia
- Uruguai